# 艾麗西亞·布爾·斯托特
艾麗西亞·布爾·斯托特（英語：Alicia Boole Stott，1860年6月8日—1940年12月17日）是一名英國數學家。她對數學領域有許多貢獻，並獲得格羅寧根大學頒發榮譽博士學位。她從小就掌握了四維幾何，並提出了「多胞形」一詞來表示四維或更多維的凸面實體。

## 早年生活教育
艾麗西亞·布爾出生於愛爾蘭科克，是布爾夫婦五個女兒中的第三個，父親喬治·布爾是數學家和邏輯學家，而母親瑪麗·埃佛勒斯·布爾則是自學成材的數學家和教育家。在她的姐妹中，露西·埃佛勒斯·布爾是一名化學家和藥劑師，而艾捷爾·麗蓮·伏尼契則是一名小說家。
父親在1864年突然過世後，全家搬到倫敦，母親在倫敦皇后學院擔任圖書管理員。艾麗西亞和她的一個姐妹一起上了倫敦皇后學院的附屬學校，但從未上過大學。她的朋友和家人都叫她艾莉絲（Alice），但她一直以艾麗西亞這個名字出版作品。

## 職業生涯
艾麗西亞是唯一繼承父母數學事業的布爾姐妹，雖然她的母親瑪麗·埃佛勒斯·布爾從小就教養她的五個孩子，透過在紙上投影圖形、懸掛鐘擺等方式，「讓他們熟悉幾何學的流程」。在她17歲時，她的姐夫查理斯·霍華·辛頓讓她第一次接觸幾何模型，並培養了她想像四維空間的能力。她發現正好有六個正規的凸四多邊形。這個發現是路德維希·施萊夫利在1850年前發現的，但他的著作尚未出版。因為她不知道施萊夫利的名詞「polyscheme」，所以她引入了「多胞形」（polytope）這個名詞。由於她從來沒有學過任何解析幾何，所以她用純歐幾里得結構和合成方法製作了所有六個正圖形的三維中心截面。她製作了所有這些截面的紙板模型。
1889年，她在利物浦附近從事秘書工作，之後於1890年與精算師沃爾特·斯托特（Walter Stott）結婚。他們有兩個孩子，瑪麗（Mary）和倫納德（Leonard）。斯托特在1895年得知彼得·亨德里克·舒特研究正多邊形的中心部分。舒特來到英國與艾麗西亞·斯托特一起工作，並游說她發表她的研究成果，而她也於1900年和1910年在阿姆斯特丹發表了兩篇論文。
格羅寧根大學為了表彰她，邀請她出席該校的三百週年慶典，並於1914年頒發榮譽博士學位給她。1913年舒特逝世後，艾麗西亞暫停了數學工作。
1930年，她的侄子傑弗里·泰勒將她介紹給哈羅德·斯科特·麥克唐納·考克斯特，他們一起研究各種問題。艾麗西亞在與黃金截面相關的多面體構造上又有兩項重要發現。她與考克斯特在劍橋大學共同發表了一篇論文。考克斯特後來寫道：「她性格的堅強和樸實結合了她多樣化的興趣，使她成為一位鼓舞人心的朋友。」

## 逝世
艾麗西亞·布爾·斯托特於1940年在米德爾塞克斯逝世，享年80歲。2001年春天，在格羅寧根大學發現了一卷多面體的彩色繪圖。雖然沒有署名，但立即被認定為艾麗西亞的作品。她的兒子倫納德成為醫師和發明家。

## 外部連結
- 約翰·J·奧康納; 埃德蒙·F·羅伯遜, ,  （英语）
- . YouTube. Stony Brook Mathematics. 4 October 2020.